# Московский симфонический оркестр
Московский симфонический оркестр — российский симфонический оркестр, базирующийся в Москве. 

## История
Основан в 1989 году для гастрольных поездок. За 20 лет своей работы выступал во многих странах мира, в том числе в рамках известного музыкального фестиваля в Дармштадте. 20-летний юбилей в 2009 году оркестр встречает циклом концертов из произведений Сергея Рахманинова и гастролями по Германии с пианистом Александром Гиндиным, субсидируемыми компанией «ГАЗПРОМ Германия».
Помимо руководителей оркестра Антонио де Альмейды и Владимира Зивы с коллективом неоднократно выступали и записывались такие дирижёры, как Дмитрий Яблонский, Сергей Стадлер, Игорь Головчин. Главным приглашённым дирижёром в настоящее время является Игнат Солженицын. Кроме того, ряд звукозаписей с оркестром осуществили Фредерик Девресе и Адриано. В дискографии оркестра, насчитывающей более полусотни дисков, — множество редко исполняемых сочинений, в том числе музыка таких авторов, как Аарон Авшаломов, Сергей Василенко, Янис Иванов, Алемдар Караманов, Александр Копылов, Анри Соге, Джордж Темплтон Стронг. Оркестр принял участие в проекте «Фламандская романтическая музыка» (диски Поля Жильсона, Марселя Пота и др.), записал все симфонии Александра Глазунова, Шарля Турнемира и Франческо Малипьеро и др. Среди солистов, записывавшихся с коллективом, были Владимир Виардо, Илья Груберт, Александр Рудин, Виктор Третьяков, Константин Щербаков, Фредерик Кемпф.
- Адрес: Москва, Мосфильмовская улица, 1, киноконцерн «Мосфильм», Тонстудия.

## Руководители оркестра
- Антонио де Альмейда (1993—1997)
- Владимир Зива (2000—2009)
- Артур Арнольд (2012 — наст. вр.)